# یواس‌اس پوهاتان (۱۸۵۰)
یواس‌اس پوهاتان (۱۸۵۰) (به انگلیسی: USS Powhatan (1850)) یک کشتی بود که طول آن ۲۵۳ فوت ۸ اینچ (۷۷٫۳۲ متر) بود. این کشتی در سال ۱۸۵۰ ساخته شد.